# Maria Teresa Amore
Maria Teresa Amore (Roma, 27 dicembre 1933) è un'attrice italiana.
Attrice italiana di talento che esordisce giovanissima in concorsi di bellezza, venendo subito scelta come protagonista nella realizzazione di fotoromanzi e successivamente, per ruoli di rilievo in diversi film.

## Biografia
Giovanissima partecipa a sedici anni al suo primo concorso di bellezza "Miss Sorriso" vincendolo; partecipa poi a diverse manifestazioni anche come presentatrice.
Agli inizi degli anni cinquanta, partecipa come protagonista in fotoromanzi di grido dell'epoca della casa editrice Lancio come Sogno, e poi del rivale antagonista Grand Hotel ed altri.
Nel 1954 partecipa con un ruolo importante al film Il paese dei campanelli, regia di Jean Boyer (1954) insieme a Sophia Loren.
Nel 1955 si sposa con il cantante Rino Loddo.
Nel 1956 partecipa al film Difendo il mio amore di Giulio Macchi.